# Александър Куюмджиев
Александър Куюмджиев (около 1820 – 1880 г.) е български търговец и общественик от Свищов, активен в периода на Българското възраждане. Известен е с разширяването на търговските мрежи по река Дунав и Черно море и с дарителската си дейност в подкрепа на български училища и църкви.

## Биография
Александър Куюмджиев се ражда в Свищов около 1820 г. в търговско семейство. В средата на XIX век изгражда собствена търговска къща, която се специализира в търговията със зърнени култури, кожи и селскостопански продукти. Използва пристанищата в Свищов, Русе, Галац и Браила за износ към Одеса, Цариград и европейски пазари.
| „                                                                                             | „Куюмджиев е сред първите български търговци, които въвеждат банкови инструменти и застрахователни практики в търговските си операции, осигурявайки стабилност и растеж на бизнеса.“ | “ |
| Ивайло Найденов, Търговците от Свищов и развитието на търговията по Дунав през XIX век, с. 45 | |   |

## Обществена дейност
Куюмджиев е известен и като активен меценат. Той дарява средства за строеж и поддръжка на училища, читалища и църкви в Свищов и региона.
| „                                                                               | „Сред основните дарители за построяване на новото училище в Свищов от 1860 г. е Александър Куюмджиев, чиито средства подпомагат не само материалната база, но и заплащането на учители.“ | “ |
| Архивен документ, Исторически музей Свищов, фонд "Куюмджиеви", протокол 1860 г. | |   |

Спомага за образователни инициативи и подпомага националното възраждане.
| „                                                                    | „Въпреки че сведенията за Куюмджиев са оскъдни, неговата значимост като двигател на местната икономика и обществен живот е призната от съвременниците и историците.“ | “ |
| Божидар Димитров, Българско възраждане: икономика и общество, с. 112 | |   |